# Västra Husby
Västra Husby – miejscowość (tätort) w Szwecji, w regionie administracyjnym (län) Östergötland, w gminie Söderköping.
Według danych Szwedzkiego Urzędu Statystycznego liczba ludności wyniosła: 488 (31 grudnia 2015), 527 (31 grudnia 2018) i 533 (31 grudnia 2019).